# Chlamydosaurus kingii
Il clamidosauro (Chlamydosaurus kingii Gray, 1825) è un rettile carnivoro della famiglia Agamidae, diffuso nell'Australia settentrionale e in Nuova Guinea. È l'unica specie nota del genere Chlamydosaurus.

## Etimologia
Il nome è associato a Philip Parker King (1791-1856), esploratore e naturalista australiano.

## Descrizione
Il suo nome deriva dal collare di circa 25 cm di diametro, chiamato "clamide", caratterizzato da un colorito molto vivo, vicino al rosso a causa dei numerosi vasi sanguigni che lo attraversano. Il colorito tuttavia può essere diverso, specialmente nei maschi, virando al giallo arancio, rosso o marrone. Il clamide di solito giace ripiegato contro la sua testa e il collo, ma quando viene esteso completamente forma un disco che può raggiungere un diametro quattro volte superiore al diametro del torace. L'arricciamento del collo è supportato da lunghe spine di cartilagine che sono collegati alle ossa mascellari.
Gli adulti possono raggiungere una lunghezza di circa 91,4 cm (3 piedi) dalla testa alla punta della coda e arrivare a pesare fino a 1,1kg. La testa è particolarmente larga e lunga. Il collo è lungo, ma la maggior parte della lunghezza totale è data dalle zampe e dalla coda. La lunghezza complessiva di testa e corpo è infatti di soli 27 cm.
Gli angoli degli occhi sono appuntiti e le narici rotonde sono rivolte in direzione opposta e puntano verso il basso. Le squame sono carenate con una cresta centrale. Dalla colonna vertebrale ai fianchi si alternano squame grandi e piccole.
Il corpo ha una colorazione variabile dal grigio al marrone-arancio, fino al nero. L'interno della bocca risulta di colore giallastro. La colorazione e le dimensioni cambiano in base alla regione. Presenta un evidente dimorfismo sessuale evidente nella lunghezza: il maschio è generalmente più lungo della femmina e presenta un clamide più grande.

## Biologia
L'aspettativa di vita di questo rettile si attesta intorno ai 10-20 anni. I loro predatori principali sono uccelli da preda, altre lucertole più grandi, serpenti, dingo e gatti selvatici. La specie risulta stanziale.

### Termoregolazione
La lucertola dal collare è ectotermica e mantiene la sua temperatura corporea crogiolandosi per un massimo di 30 minuti per ottenere temperatura una media di 2-3 °C al di sopra della temperatura circostante. Le condizioni meteorologiche, tra cui la luce del sole, sono i principali fattori che regolano la temperatura delle lucertole. Di solito si crogiolano dal mattino al primo pomeriggio, sopra gli alberi, lontane dalla copertura forestale, questo garantisce la massima esposizione alla luce solare. Tuttavia, la temperatura interna finale della lucertola dipende principalmente dalla temperatura dell'ambiente circostante. Il clamide essendo ricco di vasi sanguigni aiuta la lucertola nella termoregolazione.

### Comportamento
In alcuni casi è stata ritrovata a riposare sui termitai, anche se la specie è per lo più arborea e difficilmente la si incontra durante la stagione secca durante la quale si rifugia sulle fronde degli alberi. Durante la stagione umida la si può trovare sui tronchi degli alberi a 1-2 m di altezza dal suolo su rami dalla corteccia ruvida. La si vede spesso scendere a terra dopo la pioggia.
Quando si sente minacciato si alza sulle zampe posteriori, apre la bocca, dispiega il clamide e soffia. Qualora questa tattica non funzioni si gira e scappa senza fermarsi finché non raggiunge la sicurezza di un albero.
È molto agile e veloce. Grazie alla sua struttura anatomica molto sinuosa e alle sue zampe posteriori molto lunghe riesce infatti a districarsi tra la vegetazione e a saltare agilmente tra i rami dove passa praticamente tutto il tempo, infatti scende a terra esclusivamente alla ricerca di cibo o per risolvere conflitti territoriali.

### Alimentazione
Si tratta di un predatore diurno. Come molte lucertole, i clamidosauri sono carnivori, nutrendosi di cicale, scarafaggi, termiti, e topi. Essi amano anche farfalle e falene, le loro larve ancora di più. Anche se gli insetti sono la loro fonte primaria di cibo, consumano pure ragni e di tanto in tanto altre lucertole.

### Riproduzione
La specie è ovovivipara. La femmina depone tra le 8 e le 23 uova in un nido 5-20 cm sotterraneo in zone soleggiate. L'incubazione dura 70 giorni e le uova hanno dimensioni comprese tra i 4 e i 13 cm. Il sesso del nascituro è in parte determinato dalla temperatura: le temperature estreme producono esclusivamente femmine e quelle intermedie (29-35 °C) producono un numero uguale di maschi e femmine.
La stagione riproduttiva coincide con la stagione umida, da ottobre/novembre a febbraio/marzo

## Distribuzione e habitat
Questa specie è largamente presente in Australia, sulle isole dello Stretto di Torres e in Nuova Guinea.
La si può trovare dal distretto di Kimberley in Australia occidentale, in tutta la regione settentrionale fino alla penisola di Capo York nel Queensland settentrionale. L'areale si spinge poi verso sud fino a Brisbane. La specie è presente inoltre sull'isola di Muralug, Badu e Muna.  È possibile trovarla nella regione del fiume Fly e nella provincia di Papua in Papua Nuova Guinea.
Predilige un habitat umido caratterizzato dalla presenza di molta vegetazione. In Australia predilige le foreste secche di sclerofille, le foreste aperte ed è inoltre possibile incontrarla in alcune aree urbane. In Nuova Guinea la specie è associata alle foreste della savana, caratterizzate dalla presenza di Melaleuca e Eucalyptus, che possono essere allagate stagionalmente.
La specie è inoltre spesso collegata ad habitat che sono stati soggetti all'azione del fuoco.

## Conservazione
La specie è inserita nella Lista Rossa IUCN come specie a rischio minimo. Il commercio è illegale in Australia e Papua Nuova Guinea. La specie è presente in diversi parchi e aree protette, tra cui:
- Parco Nazionale di Wasur
- Tonda Wildlife Management Area
- Kakadu